# Berberomeloe majalis
La aceitera común (Berberomeloe majalis), también conocida como carraleja, curita y curica, o también curilla, alcucilla o frailecillo es una especie de coleóptero polífago de la familia Meloidae que alcanza gran tamaño, ocasionalmente más de siete centímetros, convirtiéndolo en uno de los coleópteros más grandes de Europa.

## Características
Es muy fácil de reconocer, sobre todo la hembra, por su extraordinario abdomen alargado y fusiforme de color negro con bandas transversales anaranjadas o de color rojo sangre. Carece de manchas rojas en las sienes.
Cuando se ve amenazado segrega una sustancia llamada cantaridina, parecida al aceite (ya que es hemolinfa) y muy tóxica que provoca daños en la piel (irritación, erupciones...), vómitos, diarrea y anomalías en el aparato urinario en caso de que sea ingerida.

## Ciclo biológico

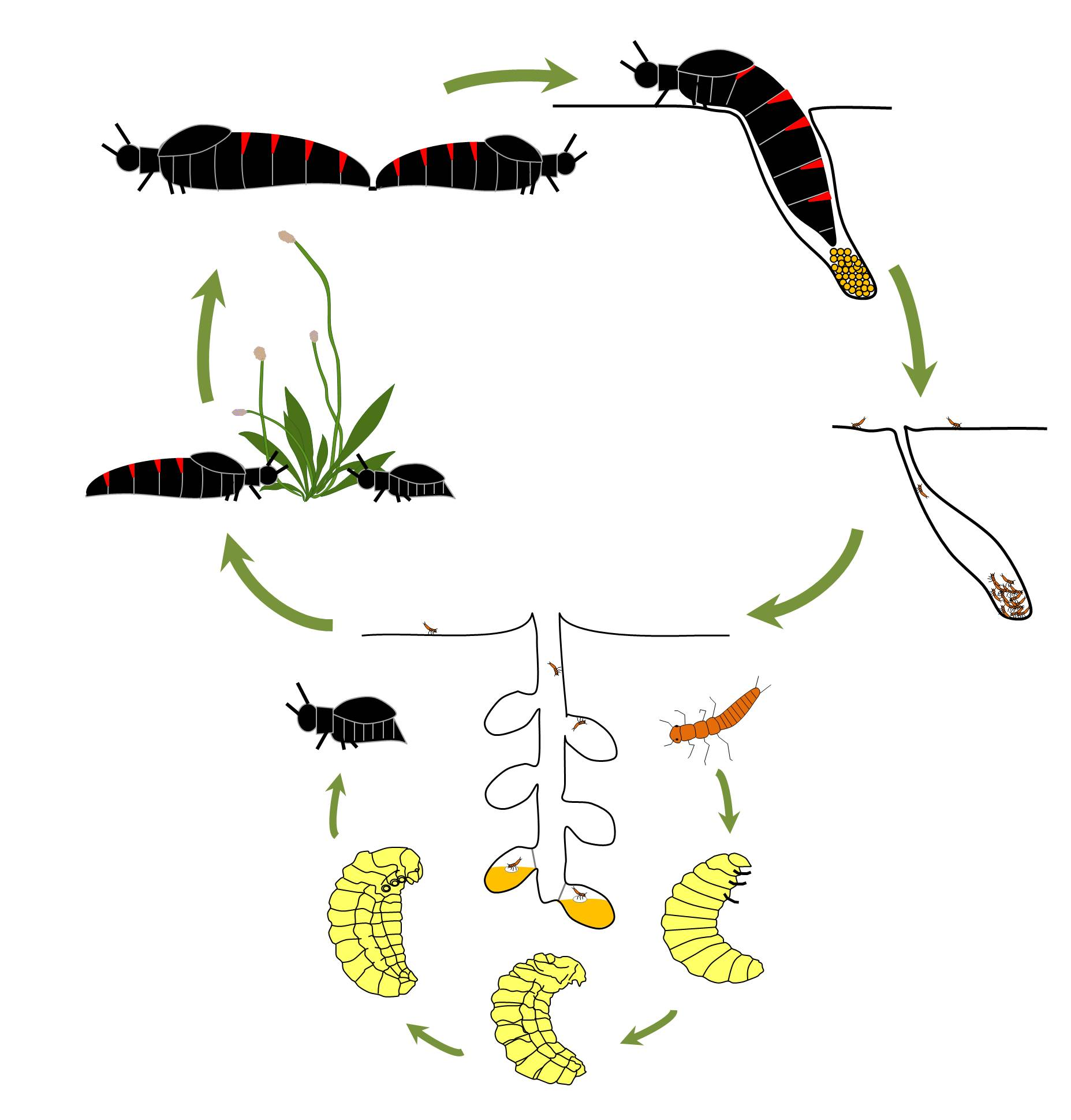
Ciclo de vida de Berberomeloe majalis

Como muchos de los coleópteros vesicantes (Meloidae) tiene un ciclo biológico complejo o hipermetamorfosis. Se alimentan durante la fase larvaria de huevos y larvas de himenópteros. Para acceder a los nidos de sus huéspedes, las larvas triungulinas o planidios tienen que buscarlo activamente. En cambio, las larvas de otros géneros de Meloidae son foréticas, es decir que se dejan transportar hasta el nido de la abeja por el propio huésped.

## Distribución
Es la especie más común y extendida de todas las especies de las aceiteras en España. Habita en zonas abiertas y bosques poco densos de toda la región mediterránea ibérica, desde el nivel del mar hasta por encima de los 3.000 metros en Sierra Nevada, con algunas penetraciones en zonas secas de la región atlántica.
Muy similar es la aceitera real (Berberomeloe insignis) una especie endémica en una franja litoral desde Málaga hasta Murcia, pero fácilmente reconocida por las sienes rojas.